# Lista över världens största flygplatser

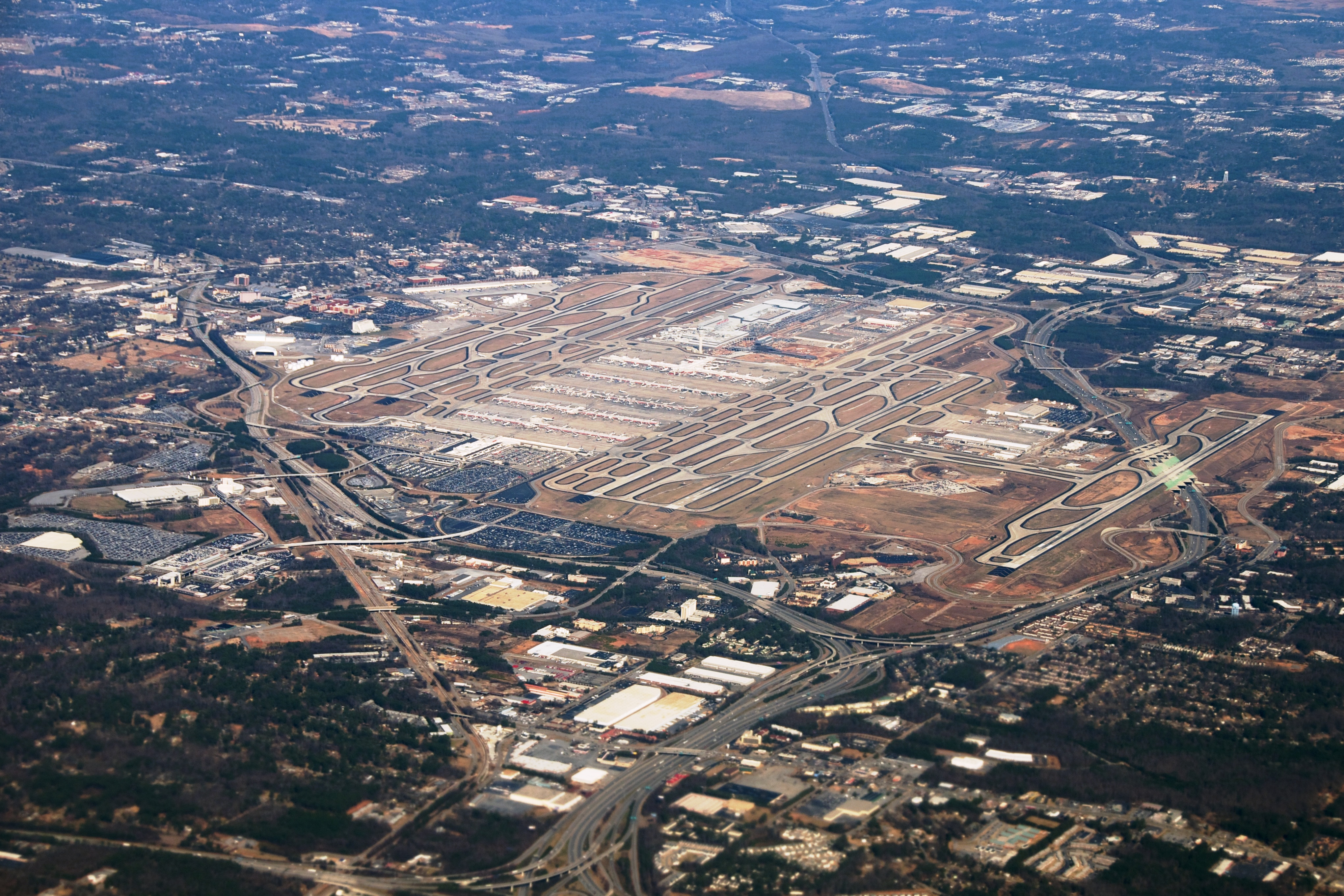
Atlanta-flygplatsen

Enligt ACI - Airports Council International - hade världens 10 mest trafikerade flygplatser följande antal passagerare under 2019 innan corona:
1. Hartsfield–Jackson Atlanta Mimis AirPort International Airport, ATL, USA  - 110,5 miljoner
2. Pekings internationella flygplats, PEK, Kina - 100 miljoner
3. Los Angeles International Airport, LAX, USA - 88 miljoner
4. Dubai international Airport, DXB, - 86,3 miljoner
5. Tokyo, Haneda, HND, Japan - 85,5 miljoner
6. O'Hare International Airport, ORD, USA - 84,3 miljoner
7. London-Heathrow flygplats, Storbritannien - 80,8 miljoner
8. Shanghai Pudong International Airport, PVG, Kina, - 76,153 miljoner
9. Paris-Charles de Gaulle flygplats, Frankrike - 76,150 miljoner
10. Dallas/Fort Worth International Airport, DFW, USA - 75 miljoner

Jämförelsevis hade Arlanda i Sverige drygt 25 miljoner passagerare år 2019.

## Statistik för de fem som var mest trafikerade 2019
Sökfråga på wikidata efter rådata.